# Conferência Consultiva Política do Povo Chinês
A Conferência Consultiva Política do Povo Chinês (中国人民政治协商会议, em chinês; Zhōngguó Rénmín Zhèngzhì Xiéshāng Huìyì, em pinyin), ou CCPPC, é um organismo consultivo político da República Popular da China. A entidade é formada por membros e não-membros do Partido Comunista da China (PCC), os quais debatem os princípios do comunismo chinês e, ocasionalmente, criam novos organismos governamentais. Seus membros são selecionados pelo PCC. Normalmente, a CCPPC convoca reuniões anuais que coincidem com as reuniões plenárias do Congresso Nacional Popular.
A CCPPC data de antes da criação da República Popular da China. Durante negociações entre o PCC e o Kuomintang em 1945, os dois partidos concordaram em convocar uma reunião multi-partidária acerca das reformas políticas do pós-guerra, na forma de uma Conferência Consultiva Política. A primeira conferência foi convocada pelo governo nacional em 10-31 de janeiro de 1946, em Chongqing, com a participação daquelas duas agremiações, ademais de representantes independentes e do Partido da Juventude Chinesa e da Liga Democrática Chinesa.
Em 1949, após tomar o controle da maior parte da China continental, o PCC organizou uma nova conferência, em setembro, ao convidar representantes de partidos amigos para debater a criação de um novo Estado. Esta reunião, que recebeu então o nome de Conferência Consultiva Política do Povo, aprovou o Programa Comum, que serviria de constituição de facto pelos cinco anos seguintes, e o hino nacional, a bandeira, a capital e o nome do novo Estado, além de eleger o primeiro governo da RPC. Na prática, a primeira CCPPC funcionou como uma assembléia constituinte.
De 1949 a 1954, a conferência operou como o poder Legislativo de facto da RPC. Naquele ano, a constituição transferiu esta função ao Congresso Nacional Popular.
Atualmente, o CCPPC não está expressamente previsto na constituição da RPC, mas exerce uma função semelhante à de uma Câmara Alta do poder Legislativo nacional. Há propostas para formalizá-lo na constituição.
Esta conferência consultiva tem um "Comité Nacional", que é o seu núcleo duro, isto é, o seu centro de poder.